# Beethoven (I Love to Listen to)
Beethoven (I Love to Listen to) – singel brytyjskiego duetu Eurythmics, wydany w 1987 roku.

## Ogólne informacje
„Beethoven” był pierwszym singlem z albumu Savage. Nie został on wydany w USA – w tym kraju ukazał się jedynie na stronie B singla „I Need a Man”. Piosenka jest powrotem Eurythmics do elektronicznych brzmień znanych z początków twórczości zespołu. Utwór zawiera mało partii śpiewanych – prawie cały tekst (nacechowany feminizmem) jest recytowany przez Annie Lennox. Singel odniósł średni sukces na listach przebojów. Na stronie B singla wydano piosenkę „Heaven”.

## Teledysk
Teledysk tworzy serię z dwoma innymi wideoklipami z płyty: „I Need a Man” i „You Have Placed a Chill in My Heart”. Jest pierwszy w kolejności na video albumie Savage. Elementem łączącym wszystkie teledyski jest motyw gospodyni domowej, cierpiącej na zaburzenie dysocjacyjne (rolę tę gra Annie Lennox). Autorką wideoklipu jest Sophie Muller. Okładka singla to w rzeczywistości jedno z ujęć z wideoklipu do piosenki „Savage”. Pierwotna wersja klipu trwa tyle samo co radiowa i różni się od pełnej niektórymi ujęciami.

## Pozycje na listach przebojów
| Kraj            | Pozycja |
| --------------- | ------- |
| Wielka Brytania | 25      |
| Irlandia        | 11      |
| Niemcy          | 28      |
| Szwajcaria      | 19      |
| Holandia        | 41      |
| Włochy          | 10      |
| Norwegia        | 6       |
| Szwecja         | 9       |
| Australia       | 13      |
| Nowa Zelandia   | 6       |